# 港尾子
港尾子，原寫為港尾仔，是臺灣臺中市西屯區的一個傳統地域名稱，位於該區東北部。相較於今日行政區，其範圍大致包括港尾里東北半部、廣福里最北端。

## 歷史
台灣清治末期至日治初期，港尾子地區為一街庄，稱為「港尾仔庄」，隸屬於捒東下堡。該庄北與馬崗厝庄為鄰，東與西員寶庄、上七張犁庄為鄰，南邊及西邊南側為上牛埔仔庄，西邊為八張犁庄，西北邊為四塊厝。
1901年（日治明治三十四年）11月，全台廢縣廳改設二十廳，該庄隸屬於臺中廳。1903年（明治三十六年）6月，該庄編入「西大墩區」，隸屬於臺中廳。1909年（明治四十二年）10月，合併二十廳為十二廳，西大墩區隸屬不變。1920年（大正九年），全台地方制度大改正，廢十二廳改設五州二廳，該庄改制並雅化為「港尾子」大字，隸屬於臺中州大屯郡西屯庄。
戰後西屯庄改制為西屯鄉，隸屬於臺中縣，大字亦改制為村。1947年2月，西屯鄉併入臺中市改稱西屯區，村亦改制為里。1950年10月，中、彰、投分治，西屯區仍隸屬臺中市。2010年12月，臺中縣市合併為直轄臺中市，西屯區隸屬不變。

## 聚落
本地區發展較早的聚落為港尾仔，在日治期初期的官方地圖上已有記載。此外，本地區尚有莒光二村聚落。

## 交通
國道1號又稱「中山高速公路」，是台灣西部兩條縱向高速公路之一，大致以東北東－西南西走向經過港尾子地區中部偏西北。境內省道台1乙線交會處旁設有大雅交流道，並有引道可互相連接，由此可快速前往國道1號沿線各地。
省道台1乙線（中清路三段）是大雅至大肚區王田的幹道，大致先以北偏西—南偏東走向經過本地區西北部凸出部分的中部，再以北北西—南南東走向經過本地區主要部分的西南部，並穿越國道1號及省道台74線高架橋下。由該道路向北偏西可前往大雅市區並止於省道台10線路口，向南南東可前往北屯西部、台中市區西部、烏日並止於國道1號王田交流道南側的省道台1線路口。大雅交流道位於本道路東北側，兩側引道分別與本道路相會於本地區西北部邊界外緣及本地區東南部。
省道台74線原稱「中彰快速道路」，現稱「快官霧峰線」，是彰化縣快官繞行臺中市區外圍至霧峰的快速道路，大致以西南西—東北東走向轉西向東經過本地區中部偏南地帶。由該道路向西南西可前往西屯市區、南屯、烏日等地，向東可前往北屯西北部、潭子南部、北屯中部、太平、大里、霧峰等地。

## 學校
- 泰安國小（東南半部）